# Jaroslav Jičínský
Jaroslav Jičínský (9. dubna 1870 Slezská Ostrava – 2. května 1959 Praha) byl důlní inženýr, montanista a vysokoškolský profesor.

## Životopis
Prof. Dr. mont. Ing. Jaroslav Jičínský byl syn významného báňského odborníka Ing. Viléma Jičínského (1832–1902), studoval na vysoké škole báňské v Lubně (Leoben), v letech 1892–1896 působil jako hornický a hutnický inženýr na několika dolech Vítkovických kamenouhelných dolů. V letech 1896–1898 působil jako závodní na dolech v Pruském Slezsku. V letech 1898–1901 pak byl závodním na dole Terezie ve Slezské Ostravě. Podílel se také na výstavbě dolu Oskar v Petřkovicích a důl Terezie nechal bez omezení provozu přestavět.
V letech 1901–1913 byl ředitelem Rosické báňské společnosti. Jeho nástupem 1. ledna 1901 byla zahájena přestavba celého rosického revíru, jeho modernizace a centralizace. Dosud dřevěné těžní věže byly nahrazovány železnými, byly instalovány výkonné těžní stroje, v podzemí se k práci využíval stlačený vzduch atd. Pro využití méně kvalitního uhlí z jižní části revíru zpracoval návrh na výstavbu uhelné elektrárny. Elektrárna byla postavena v období 1911–1913 společností AEG Union prostřednictvím Rakouské akciové společnosti na dodání elektřiny (OELAG). S výstavbou elektrárny byl modernizován a přestavěn důl Kukla, který se stal centrálním dolem jižní části revíru a dodával uhlí oslavanské elektrárně až do roku 1973. Projekt přestavby vypracoval sám ing. Jaroslav Jičínský. V letech 1906–1908 byla u dolu Simson postavena moderní koksovna s provozy pro zpracování druhotných surovin.
V roce 1913 vstoupil do služeb Dunajské paroplavební společnosti ve Vídni. Ve funkci technického poradce a pak ředitele provedl reorganizaci a rekonstrukci dvou kamenouhelných dolů podle shodného projektu s dolem Kukla v Pětikostelí (Pécs) v Maďarsku. Také podnikl řadu studijních cest po bývalém Rakousko-Uhersku, Německu, Belgii, Polsku, Francii, Anglii a Holandsku. Po návratu do Československa působil jako technický konzultant Rosické báňské společnosti a vedoucí správní rady, pověřený vedením závodů v rámci Západomoravských elektráren v Brně. V roce 1913 mu byl udělen rakouskou vládou čestný titul c. k. horního rady. Na Vysoké škole báňské v Příbrami, kde se ujal vedení ústavu Hornictví I, působil jako vysokoškolský profesor a za jeho zásluhy mu byl udělen v roce 1922 čestný titul doktor honoris causa.

## Publikační činnost
- Katechismus der Wetterführung, 1911
- Pětikostelecká pánev, 1931